# Crisis financiera en Rusia de 1998
La crisis financiera en Rusia (también llamada la "crisis del rublo") golpeó a Rusia el 17 de agosto de 1998. Fue exacerbada por la crisis financiera asiática que empezó en julio de 1997. Dado el declive consiguiente en los precios mundiales de los commodities, los países como Rusia, que dependían fuertemente de la exportación de materias primas, estuvieron entre los más severamente perjudicados (el petróleo, el gas natural, los metales y la madera conformaban más del 80% de las exportaciones rusas, dejando al país vulnerable a las oscilaciones de los precios mundiales. El petróleo era, además, el recurso que mayores ingresos fiscales generaba al gobierno ruso). La profunda disminución en el precio del petróleo tuvo consecuencias severas para Rusia; sin embargo, la causa primordial de la crisis financiera rusa no fue directamente la caída de los precios del petróleo, sino el resultado de la falta de pago de los impuestos por parte de las industrias energéticas y manufactureras. En el contexto internacional, las consecuencias económicas de esta crisis se denominaron "Efecto Vodka".
Esta crisis también se tradujo por una crisis económica que culminó en 1998, que fue marcada por una enorme devaluación del rublo y un defecto sobre la deuda rusa (el GKO particularmente). Esta crisis financiera se produjo en el contexto del comienzo de una desaceleración económica mundial. La inflación anual de 1997 fue del 84 % en Rusia.
El presidente Boris Yeltsin despidió al primer ministro Víktor Chernomyrdin el 23 de marzo de 1998 y nombró en su reeplazo al Ministro de Energía Serguéi Kiriyenko. En un esfuerzo por apoyar la moneda y detener la pérdida de capital, Kiriyenko subió las tasas de interés hasta el 150 %. El FMI aprobó un préstamo de emergencia de US$22,6 billones el 13 de julio. A pesar del balón de oxígeno, los pagos de intereses mensuales de Rusia todavía excedieron en mucho sus ingresos de impuestos mensuales. Dándose cuenta de que la situación era insostenible, los inversores continuaron huyendo de Rusia. Semanas después la crisis financiera se reanudó cuando el valor del rublo volvió a bajar. El 17 de agosto, el gobierno de Kiriyenko y el banco central fueron forzados a suspender los pagos de la deuda externa de Rusia durante 90 días, reestructurando la deuda de la nación entera, y devaluando el rublo. El rublo empezó una caída libre, y los rusos buscaron frenéticamente la compra de dólares. La inversión externa se precipitó fuera del país, y la crisis financiera provocó una fuga de capital sin precedentes en Rusia.
El 23 de agosto, Yeltsin despidió a Kiriyenko y declaró su intención de volver a poner a Chernomyrdin en el cargo, pero la asamblea legislativa no dio su aprobación. Después de que la Duma Estatal rechazara la candidatura de Chernomyrdin por segunda vez, Yeltsin, con su poder claramente menguado, retrocedió. En su lugar, nombró Ministro de Exterior a Yevgueni Primakov, que fue aprobado de manera abrumadora por la Duma el 11 de septiembre. Este nombramiento devolvió la estabilidad política, porque se lo vio como un candidato comprometido capaz de arreglar las diferencias entre los grupos enfrentados en Rusia. Primakov prometió hacer que el pago de salarios y pensiones atrasados fuera la primera prioridad de su gobierno, e invitó a los miembros de las diferentes facciones parlamentarias a su Gabinete.
Los comunistas y los sindicalistas protagonizaron una huelga a nivel nacional el 7 de octubre y pidieron la dimisión de Yeltsin. El 9 de octubre, Rusia, que también estaba sufriendo una mala cosecha, apeló a la ayuda humanitaria internacional, incluyendo alimentos. Sin embargo, el país se recuperó del hundimiento financiero del 98 con sorprendente velocidad. La recuperación se debió en gran parte a la rápida subida en 1999–2000 de los precios mundiales del petróleo. Otro motivo fue que las industrias domésticas salieron beneficiadas de la devaluación, lo que causó un fuerte incremento en los precios de bienes importados. Además, puesto que la economía rusa operaba en gran medida mediante trueque y otros medios de intercambio no monetarios, el colapso financiero no tuvo un impacto tan grande en muchos productores como podría haber tenido en una economía dependiente del sistema bancario. Finalmente, la economía fue ayudada por una inyección de efectivo; como las empresas podían pagar sus deudas con sueldos y tasas en negro, esto permitió que la demanda de bienes de consumo y servicios de la industria de Rusia creciera. Por primera vez en muchos años, el desempleo en 2000 bajó debido a que las empresas contrataban trabajadores. No obstante, el equilibrio político y social ha permanecido en una posición delicada hasta nuestros días. La economía sigue siendo susceptible de bajar si, por ejemplo, los precios mundiales del petróleo sufren una caída dramática.

## Curso de los eventos
Previamente a la culminación de la crisis económica, la política de emisión de Bonos estatales a corto plazo (Gosudárstvennoie Kratkosróchnoie Obyazátielstvo o GKO, Государственное Краткосрочное Обязательство) de cupón cero fue descrita como similar a una venta en pirámide o esquema de Ponzi, con el interés en obligaciones maduras que eran canceladas usando lo procedido de obligaciones recién emitidas. 
Al declinar la productividad, una tasa de cambio fija entre el rublo y las divisas extranjeras para evitar la confusión pública y un déficit presupuestario fueron los antecedentes de la debacle. El costo económico de la primera guerra en Chechenia que es estimado en 5.500 millones de dólares (sin incluir la reconstrucción de la economía chechena que había sido arruinada) fue también una causa de la crisis. 
En la primera mitad de 1997, la economía rusa mostró algunas señales de mejora; sin embargo, poco después, los problemas empezaron gradualmente a intensificarse. Dos shocks externos, la crisis financiera asiática que había empezado en 1997 y los declives siguientes de la demanda (y, por tanto, del precio) del petróleo crudo y de los metales no ferrosos, también impactaron en las reservas extranjeras de Rusia. 
La crisis política llegó a un punto crítico el 23 de marzo cuando el presidente ruso, Borís Yeltsin, destituyó repentinamente al Primer Ministro, Víktor Chernomyrdin, junto con todo su gabinete. Yeltsin nombró al ministro de Energía, Serguéi Kiriyenko, de 35 años, como Primer Ministro en funciones. El 29 de mayo, Yeltsin designó a Borís Fiódorov, como director del Servicio de Impuestos Estatales.
El crecimiento de los préstamos internos podía ser proveído solo a expensas de la afluencia de capital extranjero especulativo, el mismo que fue atraído por tasas de interés muy altas. En junio, en un esfuerzo por apuntalar la moneda y detener la fuga de capital, Kiriyenko subió las tasas de interés GKO en un 150%. La situación fue empeorada por pagos irregulares de deuda interna. A pesar de los esfuerzos del gobierno, las deudas en sueldos continuaron creciendo, especialmente en regiones remotas. Para fines de 1997, la situación con los receptores de impuestos era muy tensa y tenía un efecto negativo en el financiamiento de los elementos más importantes del presupuesto (pensiones, utilidades comunales, transporte, etc.).
Un paquete financiero de 22.600 millones de dólares del Fondo Monetario Internacional y del Banco Mundial fue aprobado el 13 de julio para apoyar las reformas y estabilizar el mercado ruso intercambiando un volumen enorme de billetes a corto plazo GKO rápidamente maduros en eurobonos a largo plazo. Esto había empezado a efectuarse con algún éxito para el 24 de julio, pero entonces el gobierno ruso decidió mantener la tasa de cambio del rublo dentro de una banda estrecha, aunque muchos economistas, incluyendo a Andréi Illariónov (Andrey Illarionov) y a George Soros, urgían al gobierno a abandonar su apoyo al rublo. 
El 12 de mayo de 1998, los mineros de carbón empezaron una huelga debido a sus salarios impagados, bloqueando el Transiberiano. Para el 1 de agosto de 1998, se debían aproximadamente 12.500 millones de dólares en salarios impagados a los trabajadores rusos. El 14 de agosto, la tasa de cambio del rublo se mantenía en 6,29 por dólar estadounidense. A pesar del rescate financiero, los intereses mensuales de la deuda rusa subían a una suma 40% mayor que sus recaudaciones fiscales mensuales. Además, el 15 de julio, la Duma Estatal, dominada por los partidos del ala izquierda se negó a adoptar más medidas para el plan anti-crisis gubernamental, por lo que el gobierno fue forzado a depender de decretos presidenciales. El 29 de julio, Yeltsin interrumpió sus vacaciones en la región del lago Valdái y volvió a Moscú, provocando temor de un recambio de gabinete, pero solamente reemplazó al jefe del Servicio Federal de Seguridad, Nikolái Kovaliov, por Vladímir Putin.
Para ese momento, Rusia empleaba una política de "clavija flotante" hacia el rublo, lo que significaba que el Banco Central se comprometía a que en todo momento la tasa de cambio rublo/dólar permanecería dentro de un rango particular. Si el rublo amenazaba devaluarse fuera de ese rango (o "banda"), el Banco Central intervendría gastando reservas extranjeras para comprar rublos. Por ejemplo, durante el año antecedente a la crisis, el Banco Central se comprometió a mantener una banda de 5,3 a 7,1 rublos por dólar, lo que significaba que vendería parte de sus reservas extranjeras si la tasa de cambio de mercado amenaza exceder los 7,1 rublos por dólar. 
La incapacidad manifiesta del gobierno ruso para aplicar una serie de reformas económicas coherentes llevó a una erosión severa de la confianza de los inversores y a una reacción en cadena del Banco Central. Los inversores vendieron rublos y activos rusos, lo que produjo una presión hacia abajo sobre el rublo. Esto forzó al Banco Central a gastar sus reservas extranjeras para defender el rublo, lo que erosionaba la confianza del inversor y que debilitó el rublo. Se estima que entre el 1 de octubre de 1997 y el 17 de agosto de 1998, el Banco Central gastó aproximadamente 27 mil millones de sus reservas en dólares para mantener su banda cambiaria. Luego se reveló que alrededor de 5 mil millones de los préstamos internacionales proveídos por el Banco Mundial y el Fondo Monetario Internacional fueron robados en Rusia la víspera de la debacle.
El 13 de agosto de 1998, el bono ruso y los mercados bursátiles colapsaron como resultado del temor de los inversores a que el gobierno devaluara el rublo, no cumpliese con pagar la deuda doméstica, o ambos escenarios. Los rendimientos anuales del rublo, denominados bonos, significaban más del 200%. El mercado bursátil tuvo que ser cerrado durante 35 minutos cuando los precios se desplomaron. Cuando el mercado reabrió, había caído un 65% y sólo había un pequeño número de acciones comerciadas. De enero a agosto, el mercado bursátil había perdido más del 75% de su valor, 39% en el mes de mayo solamente.

## Consecuencias
La crisis sobre el GKO ocasionó en el mundo una carrera hacia la liquidez y una huida hacia la calidad, las cuales causaron la quiebra de los fondos de inversión libre Long-Term Capital Management. Este último no tenía directamente obligación rusa, pero poseía obligaciones adosadas a deudas incobrables.
El lado positivo de la crisis fue que permitió al aparato de producción ruso volver a ser competitivo y ponerse en marcha. El alza de los precios del petróleo y las reformas económicas prometidas por Vladímir Putin a partir de 1999 también favorecieron este rebote. Entre 1999 y 2008, Rusia tuvo un crecimiento económico promedio anual de 6,9 %.